# Galatasaray Istanbul/Saison 2024/25

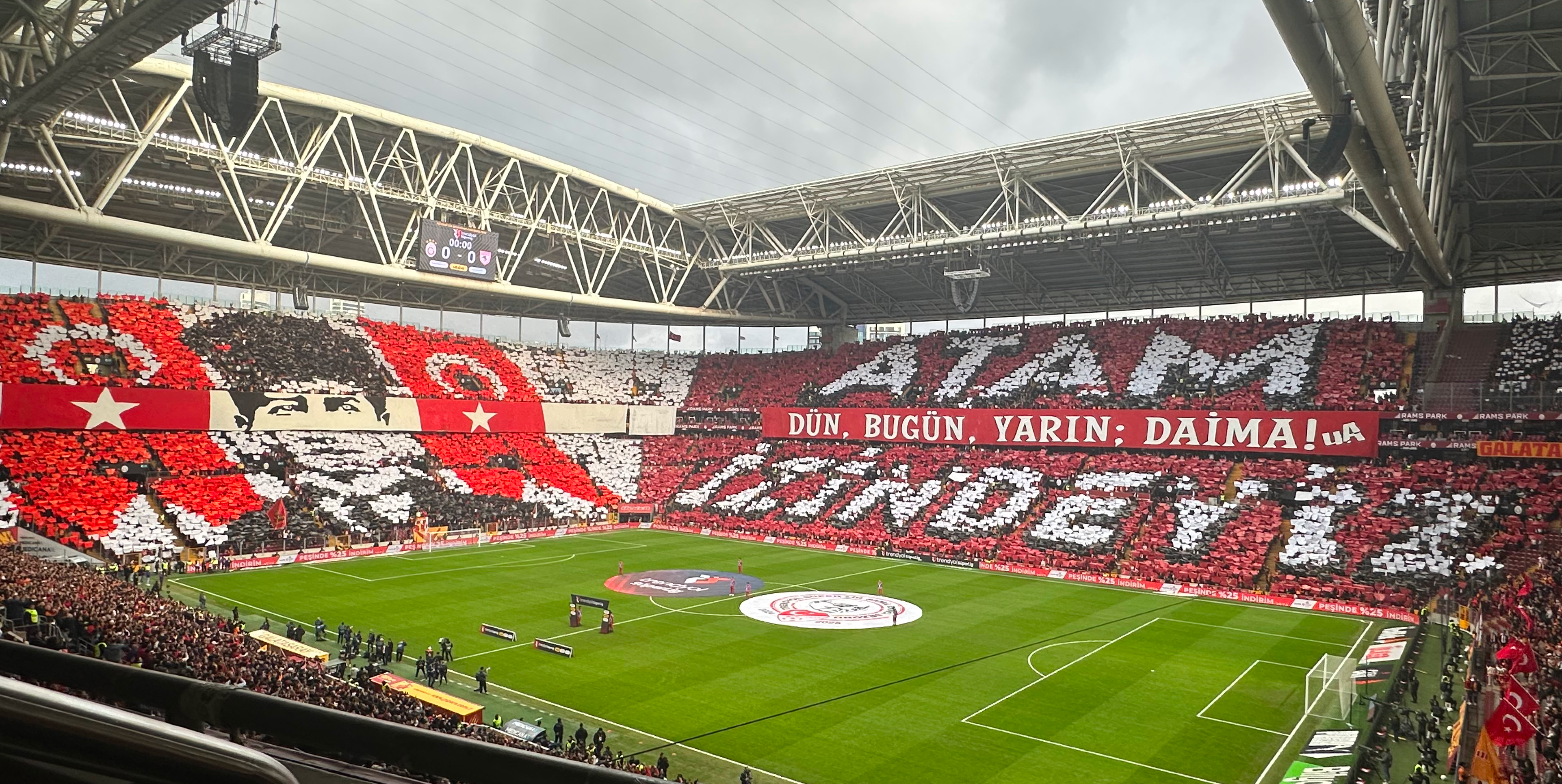
Stadionchoreografie zum Gedenken an Mustafa Kemal Atatürk am 10. November 2024

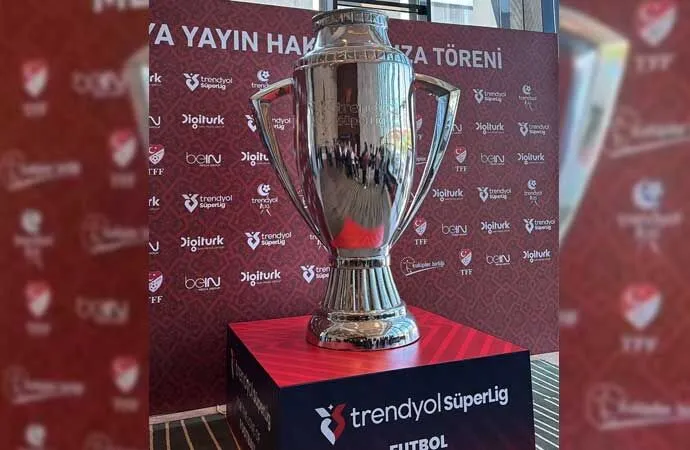
Meisterpokal der Süper-Lig-Saison 2024/25

Die Saison 2024/25 von Galatasaray Istanbul war die 117. Saison in der Vereinsgeschichte und die 67. Saison in der türkischen Liga, der Süper Lig. Der Klub beendete die Saison auf dem 1. Platz und wurde zum 25 Mal türkischer Meister. In der UEFA Champions League schieden die Gelb-Roten in der Play-off-Runde vor der Ligaphase aus und nahmen später an den Play-offs zum Achtelfinale der UEFA Europa League teil. Die Türkiye Kupası gewann Galatasaray zum 19 Mal.
Es ist das siebte Double für Galatasaray, zuletzt gelang ihnen dies in der Saison 2018/19. 

## Personalien

### Kader
| Nr.                                          | Nat.                | Name                  | Geburtsdatum  | im Verein seit | vorheriger Verein       |
| Torhüter                                     | Torhüter            | Torhüter              | Torhüter      | Torhüter       | Torhüter                |
| -------------------------------------------- | ------------------- | --------------------- | ------------- | -------------- | ----------------------- |
| 01                                           | Uruguay Italien     | Fernando Muslera      | 16. Juni 1986 | 2011           | Lazio Rom               |
| 19                                           | Turkei Deutschland  | Günay Güvenç          | 25. Juni 1991 | 2023           | Gaziantep FK            |
| 38                                           | Turkei              | Atakan Ordu           | 29. März 2005 | 2023           | eigene Jugend           |
| 50                                           | Turkei              | Jankat Yılmaz         | 16. Aug. 2004 | 2017           | eigene Jugend           |
| Abwehr                                       |                     |                       |               |                |                         |
| 04                                           | Senegal Deutschland | Ismail Jakobs         | 17. Aug. 1999 | 2024           | AS Monaco               |
| 06                                           | Kolumbien           | Davinson Sánchez      | 12. Juni 1996 | 2023           | Tottenham Hotspur       |
| 17                                           | Turkei              | Eren Elmalı           | 7. Juli 2000  | 2025           | Trabzonspor             |
| 23                                           | Turkei Deutschland  | Kaan Ayhan            | 10. Nov. 1994 | 2023           | US Sassuolo             |
| 24                                           | Danemark            | Elias Jelert          | 12. Juni 2003 | 2024           | FC Kopenhagen           |
| 26                                           | Kolumbien           | Carlos Cuesta         | 9. März 1999  | 2025           | KRC Genk                |
| 29                                           | Polen               | Przemysław Frankowski | 12. Apr. 1995 | 2025           | RC Lens                 |
| 42                                           | Turkei              | Abdülkerim Bardakcı   | 7. Sep. 1994  | 2022           | Konyaspor               |
| 90                                           | Turkei              | Metehan Baltacı       | 3. Nov. 2002  | 2021           | eigene Jugend           |
| 91                                           | Turkei              | Arda Ünyay            | 18. Jan. 2007 | 2025           | MKE Ankaragücü          |
| Mittelfeld                                   |                     |                       |               |                |                         |
| 05                                           | Deutschland Turkei  | Eyüp Aydın            | 2. Aug. 2004  | 2023           | FC Bayern München (II)  |
| 08                                           | Deutschland Turkei  | Kerem Demirbay        | 3. Juli 1993  | 2023           | Bayer 04 Leverkusen     |
| 10                                           | Belgien             | Dries Mertens         | 6. Mai 1987   | 2022           | SSC Neapel              |
| 18                                           | Turkei Schweiz      | Berkan Kutlu          | 25. Jan. 1998 | 2021           | Alanyaspor              |
| 20                                           | Brasilien           | Gabriel Sara          | 26. Juni 1999 | 2024           | Norwich City            |
| 33                                           | Turkei Deutschland  | Gökdeniz Gürpüz U19   | 25. Feb. 2006 | 2023           | Borussia Dortmund U19   |
| 34                                           | Uruguay Spanien     | Lucas Torreira        | 11. Feb. 1996 | 2022           | FC Arsenal              |
| 67                                           | Turkei              | Berat Luş U19         | 20. Apr. 2007 | 2020           | eigene Jugend           |
| 83                                           | Turkei              | Efe Akman U19         | 20. März 2006 | 2016           | eigene Jugend           |
| 99                                           | Gabun Frankreich    | Mario Lemina          | 1. Sep. 1993  | 2025           | Wolverhampton Wanderers |
| Angriff                                      |                     |                       |               |                |                         |
| 07                                           | Ungarn              | Roland Sallai         | 22. Mai 1997  | 2024           | SC Freiburg             |
| 09                                           | Argentinien Italien | Mauro Icardi          | 19. Feb. 1993 | 2022           | Paris Saint-Germain     |
| 11                                           | Turkei              | Yunus Akgün           | 21. Okt. 1998 | 2018           | eigene Jugend           |
| 21                                           | Turkei Deutschland  | Ahmed Kutucu          | 1. März 2000  | 2025           | Eyüpspor                |
| 30                                           | Osterreich          | Yusuf Demir           | 2. Juni 2003  | 2022           | SK Rapid Wien           |
| 45                                           | Nigeria             | Victor Osimhen        | 29. Dez. 1998 | 2024           | SSC Neapel              |
| 53                                           | Turkei              | Barış Alper Yılmaz    | 23. Mai 2000  | 2021           | Keçiörengücü            |
| 77                                           | Spanien             | Álvaro Morata         | 23. Okt. 1992 | 2025           | AC Mailand              |
| Letzte Kaderaktualisierung: 14. Februar 2025 |                     |                       |               |                |                         |

#### Zu- und Abgänge
| Zugänge | Abgänge |
| Sommer 2024 | Sommer 2024 |
| --- | --- |
| - Yunus Akgün (Leicester City) w.a. - Metehan Baltacı (Eyüpspor) w.a. - Michy Batshuayi (Fenerbahçe Istanbul) - Elias Jelert (FC Kopenhagen) - Atakan Ordu (Kırıkkalegücü) w.a. - Batuhan Şen (Gaziantep FK) w.a.                                             | - Hamza Akman (Vertragsende) - Baran Aksaka (Arda Kardschali) a. - Işık Kaan Arslan (Boluspor) - Serge Aurier (Vertragsende) - Emin Bayram (KVC Westerlo) - Baran Demiroğlu (Fatih Karagümrük SK) a. - Kazımcan Karataş (FK Orenburg) a. - Tanguy Ndombele (Tottenham Hotspur) w.a. - Mathias Ross (Sparta Prag) a. - Tetê (Panathinaikos Athen) - Carlos Vinícius (FC Fulham) w.a. - Jankat Yılmaz (Adanaspor) a. - Nicolò Zaniolo (Atalanta Bergamo) a. |
| nach Saisonbeginn | |
| - Ismail Jakobs (AS Monaco) a. - Victor Osimhen (SSC Neapel) a. - Roland Sallai (SC Freiburg) - Gabriel Sara (Norwich City) | - Kerem Aktürkoğlu (Benfica Lissabon) - Taylan Antalyalı (Bodrumspor) a. - Eren Aydın (Boluspor) a. - Ali Turap Bülbül (Ümraniyespor) a. - Alexandru Cicâldău (FC Universitatea Craiova) a. - Halil Dervişoğlu (Gaziantep FK) a. - Léo Dubois (Vereinslos) - Derrick Köhn (Werder Bremen) a. - Olimpiu Moruțan (Pisa Sporting Club) a. - Siraçhan Nas (Boluspor) a. - Sérgio Oliveira (Olympiakos Piräus) - Wilfried Zaha (Olympique Lyon) a.             |
| Winter 2024/25 | |
| - Carlos Cuesta (KRC Genk) - Eren Elmalı (Trabzonspor) - Przemysław Frankowski (RC Lens) a. - Ahmed Kutucu (Eyüpspor) - Mario Lemina (Wolverhampton Wanderers) - Álvaro Morata (AC Mailand) a. - Arda Ünyay (MKE Ankaragücü) - Jankat Yılmaz (Adanaspor) w.a. | - Michy Batshuayi (Eintracht Frankfurt) - Yalın Dilek (First Vienna FC) a. - Victor Nelsson (AS Rom) a. - Batuhan Şen (Kocaelispor) a. - Ali Yeşilyurt (Zimbru Chișinău) a. - Wilfried Zaha (Charlotte FC) a. - Nicolò Zaniolo (AC Florenz) a. - Hakim Ziyech (Al-Duhail SC) |

### Sportliche Leitung und Vereinsführung
| Name                                | Funktion                      |
| Trainer- und Betreuerstab           |                               |
| Okan Buruk                          | Cheftrainer                   |
| Ismael García Gómez                 | Co-Trainer                    |
| İrfan Saraloğlu                     | Co-Trainer                    |
| Fadıl Koşutan                       | Torwarttrainer                |
| Can Okuyucu                         | Torwarttrainer                |
| Kaan Arısoy                         | Leistungsdiagnostiker         |
| Gürkan Fuat Demir                   | Leistungsdiagnostiker         |
| Dursun Genç                         | Leistungsdiagnostiker         |
| Yusuf Köklü                         | Leistungsdiagnostiker         |
| Serhat Doğan                        | Videoanalyst                  |
| Can Mutlu                           | Videoanalyst                  |
| Yılmaz Yüksel                       | Videoanalyst                  |
| Yener İnce                          | Mannschaftsarzt               |
| Hasan Çelik                         | Zeugwarte                     |
| İlyas Gökçe                         | Zeugwarte                     |
| Veli Muğlı                          | Zeugwarte                     |
| Sportliche Leitung und Organisation |                               |
| vakant                              | Geschäftsführer Sport         |
| Präsidium/Vorstand                  |                               |
| Dursun Özbek                        | Vorstandsvorsitzender         |
| Metin Öztürk                        | stellv. Vorstandsvorsitzender |
| Emir Aral                           | Mitglied des Präsidiums       |
| Fatih Süleyman Demircan             | Mitglied des Präsidiums       |
| Maruf Güneş                         | Mitglied des Präsidiums       |
| İbrahim Hatipoğlu                   | Mitglied des Präsidiums       |
| Emin İmanov                         | Mitglied des Präsidiums       |
| Abdullah Kavukcu                    | Mitglied des Präsidiums       |
| Nihat Kırmızı                       | Mitglied des Präsidiums       |
| Osman Kocaman                       | Mitglied des Präsidiums       |
| Eray Yazgan                         | Mitglied des Präsidiums       |
| Niyazi Yelkencioğlu                 | Mitglied des Präsidiums       |

## Saison
Alle Ergebnisse aus Sicht von Galatasaray Istanbul. Die Tabelle listet alle Süper-Lig-Spiele des Vereins der Saison 2024/25 auf. Siege sind grün, Unentschieden gelb und Niederlagen rot markiert.

### Süper Lig

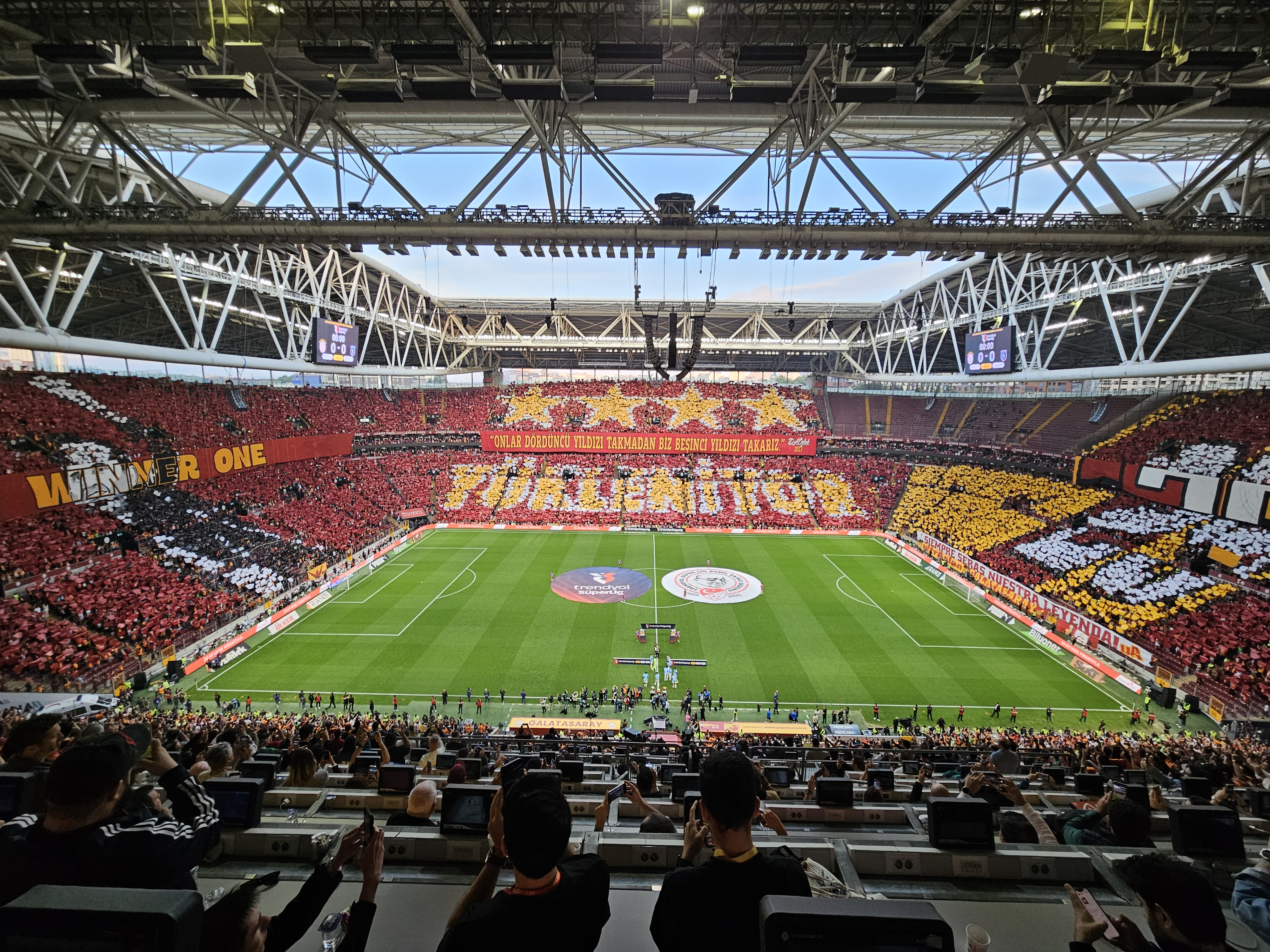
Stadionchoreografie vor dem letzten Spiel gegen Başakşehir FK 30. Mai 2025

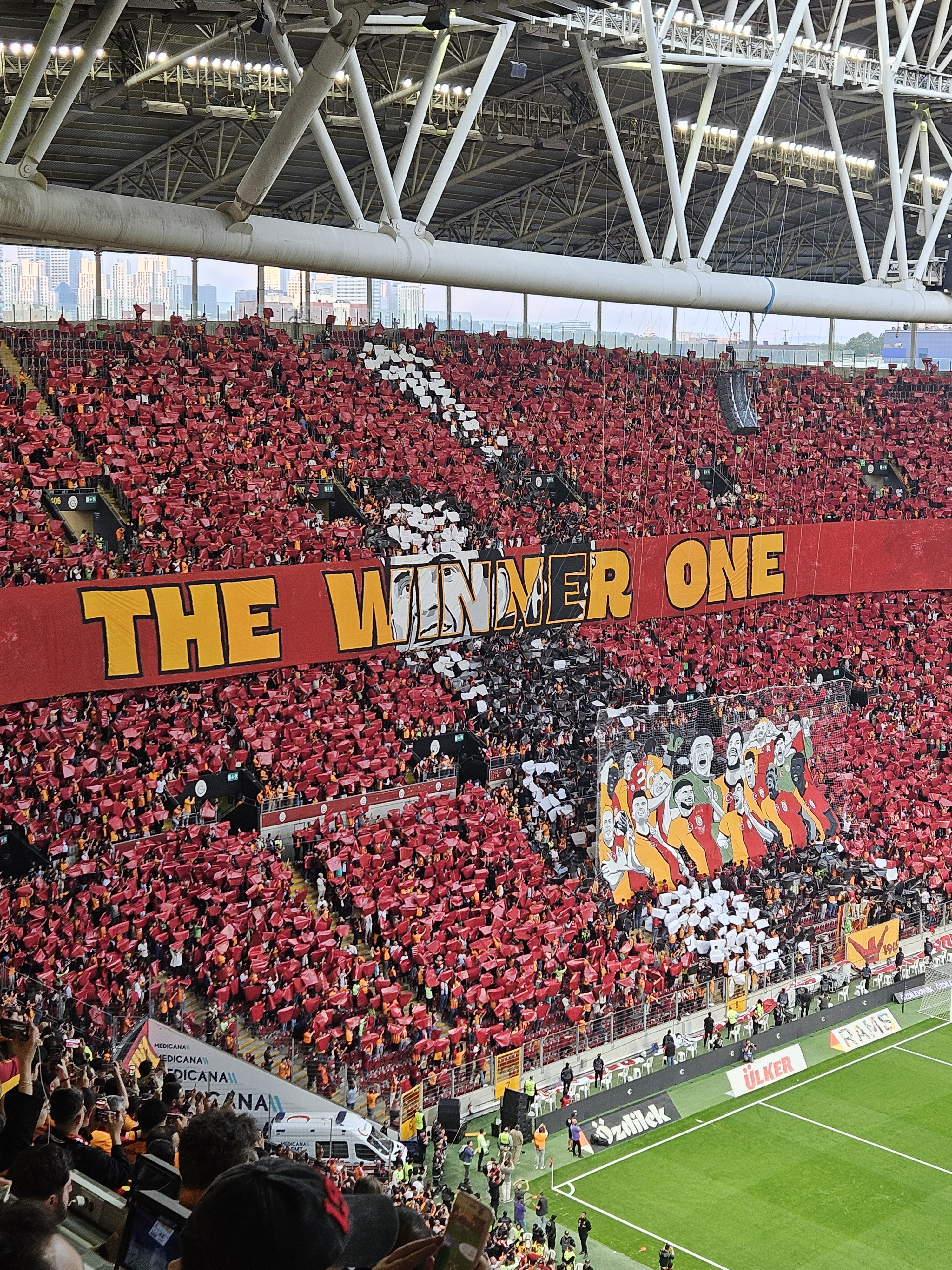
Stadionchoreografie vor dem letzten Spiel gegen Başakşehir FK 30. Mai 2025

| ST | Datum              | Gegner                 | Ort                                      | Ergebnis  | Tor(e) für Galatasaray Istanbul                                                                        | Karte(n) für Galatasaray Istanbul                                                                                              | Zuschauer |
| -- | ------------------ | ---------------------- | ---------------------------------------- | --------- | --- | --- | --------- |
| 01 | 9. August 2024     | Hatayspor              | Rams Park, Istanbul                      | 2:1 (0:0) | 1:0 Icardi (80. Foulelfmeter), 2:1 Batshuayi (90.)                                                     | keine | 38.879    |
| 02 | 16. August 2024    | Konyaspor              | Medaş Konya Büyükşehir Belediye Stadyumu | 2:1 (1:1) | 1:0 Aktürkoğlu (41.), 2:1 Yılmaz (59.)                                                                 | Demirbay (70.) | 28.290    |
| 03 | 17. September 2024 | Gaziantep FK           | Rams Park, Istanbul                      | 3:1 (2:0) | 1:0 Yılmaz (11.), 2:0 Akgün (26.)                                                                      | Ayhan (36.) | 34.747    |
| 04 | 31. August 2024    | Adana Demirspor        | Yeni Adana Stadyumu                      | 5:1 (4:0) | 1:0 Aktürkoğlu (9.), 2:0 Güler (18. Eigentor), 3:0 Yılmaz (31.), 4:0 Mertens (37.), 5:0 Bardakcı (60.) | keine | 13.545    |
| 05 | 14. September 2024 | Çaykur Rizespor        | Rams Park, Istanbul                      | 5:0 (2:0) | 1:0 Sánchez (3.), 2:0 Bardakcı (25.), 3:0 Sara (49.), 4:0 Mertens (61.), 5:0 Yılmaz (80.)              | keine | 43.088    |
| 06 | 21. September 2024 | Fenerbahçe Istanbul    | Ülker Stadyumu, Istanbul                 | 3:1 (2:0) | 1:0 Torreira (20.), 2:0 Mertens (28.), 3:0 Sara (59.)                                                  | Akgün (30.), Sánchez (36.), Ayhan (43.) Bardakcı (61.) Yılmaz (65.), Jakobs (71.)                                              | 47.544    |
| 07 | 28. September 2024 | Kasımpaşa Istanbul     | Rams Park, Istanbul                      | 3:3 (3:1) | 1:0 Osimhen (20.), 2:0 Osimhen (28.), 3:0 Icardi (34.)                                                 | Bardakcı (66.), Mertens (69.)                                                                                                  | 40.047    |
| 08 | 6. Oktober 2024    | Alanyaspor             | Rams Park, Istanbul                      | 1:0 (1:0) | 1:0 Akgün (28.)                                                                                        | Ayhan (69.), Muslera (90.+2')                                                                                                  | 40.412    |
| 09 | 19. Oktober 2024   | Antalyaspor            | Corendon Airlines Park, Antalya          | 3:0 (1:0) | 1:0 Icardi (10.), 2:0 Icardi (52.), 3:0 Osimhen (90.+8')                                               | Torreira (20.), Kutlu (39.), Sánchez (83.), Ziyech (90.+2')                                                                    | 19.349    |
| 10 | 28. Oktober 2024   | Beşiktaş Istanbul      | Rams Park, Istanbul                      | 2:1 (1:0) | 1:0 Sánchez (13.), 2:0 Osimhen (67.)                                                                   | Ayhan (36.), Yılmaz (45.+1'), Sánchez (62.), Torreira (80.)                                                                    | 51.113    |
| 11 | Spielfrei          | Spielfrei              | Spielfrei                                | Spielfrei | Spielfrei                                                                                              | Spielfrei | Spielfrei |
| 12 | 10. November 2024  | Samsunspor             | Rams Park, Istanbul                      | 3:2 (1:0) | 1:0 Osimhen (3.), 2:1 Osimhen (55.), 3:1 Batshuayi (85.)                                               | Osimhen (34.), Muslera (49.), Sánchez (70.)                                                                                    | 46.940    |
| 13 | 23. November 2024  | Bodrum FK              | Bodrum İlçe Stadyumu                     | 1:0 (0:0) | 1:0 Batshuayi (54.)                                                                                    | Bardakcı (45.+8'), Sallai (68.)                                                                                                | 03.672    |
| 14 | 1. Dezember 2024   | Eyüpspor               | Rams Park, Istanbul                      | 2:2 (1:1) | 1:1 Yılmaz (45.+5'), 2:1 Sallai (47.)                                                                  | Sánchez (22.), Osimhen (45.+2'), Sallai (50.)                                                                                  | 41.274    |
| 15 | 8. Dezember 2024   | Sivasspor              | BG Grup 4 Eylül Stadyumu, Sivas          | 3:2 (2:1) | 1:1 Akgün (36.), 2:1 Osimhen (45.+9' Foulelfmeter), 3:1 Yılmaz (53.)                                   | Baltacı (15. Notbremse), Mertens (60.), Sallai (77.), Batshuayi (90.+3'), Demirbay (90.+7'), Muslera (Schlusspfiff)            | 11.846    |
| 16 | 16. Dezember 2024  | Trabzonspor            | Rams Park, Istanbul                      | 4:3 (2:1) | 1:0 Mertens (8.), 2:1 Akgün (29.), 3:3 Batshuayi (63. Foulelfmeter), 4:3 Yılmaz (90.+8' Eigentor)      | Jelert (55.), Sallai (65.), Yılmaz (76.)                                                                                       | 45.739    |
| 17 | 22. Dezember 2024  | Kayserispor            | Kayseri Kadir Has Stadı                  | 5:1 (2:1) | 1:0 Osimhen (4. Handelfmeter), 2:1 Yılmaz (29.), 3:1 Akgün (51.), 4:1 Osimhen (71.), 5:1 Yılmaz (87.)  | keine | 16.490    |
| 18 | 4. Januar 2025     | Göztepe Izmir          | Rams Park, Istanbul                      | 2:1 (1:1) | 1:0 Osimhen (10. Foulelfmeter), 2:1 Akgün (61.)                                                        | Sara (58.) | 45.678    |
| 19 | 12. Januar 2025    | Istanbul Başakşehir FK | Başakşehir Fatih Terim Stadı, Istanbul   | 2:1 (1:0) | 1:0 Yılmaz (42.), 2:1 Yılmaz (59.)                                                                     | Akgün (16.), Ayhan (21.), Torreira (31.), Sallai (79.)                                                                         | 07.914    |
| 20 | 17. Januar 2025    | Hatayspor              | Mersin Stadyumu                          | 1:1 (0:1) | 1:1 Osimhen (56. Foulelfmeter)                                                                         | Ayhan (18.) | 17.874    |
| 21 | 25. Januar 2025    | Konyaspor              | Rams Park, Istanbul                      | 1:0 (1:0) | 1:0 Osimhen (22. Foulelfmeter)                                                                         | Akgün (32.), Kutucu (72.) | 40.005    |
| 22 | 3. Februar 2025    | Gaziantep FK           | Gaziantep Stadyumu                       | 1:0 (1:0) | 1:0 Kutucu (5.)                                                                                        | Torreira (36.), Sara (42.), Yılmaz (80.), Muslera (82.), Bardakcı (90.+6')                                                     | 14.714    |
| 23 | 9. Februar 2025    | Adana Demirspor        | Rams Park, Istanbul                      | 3:0 1     | 1:0 Morata (12. Foulelfmeter)                                                                          | keine | 33.472    |
| 24 | 17. Februar 2025   | Çaykur Rizespor        | Çaykur Didi Stadı, Rize                  | 2:1 (0:0) | 1:0 Osimhen (47.), 2:1 Osimhen (86.)                                                                   | Cuesta (23.), Muslera (90.+6')                                                                                                 | 11.372    |
| 25 | 24. Februar 2025   | Fenerbahçe Istanbul    | Rams Park, Istanbul                      | 0:0       | keine                                                                                                  | Osimhen (38.), Yılmaz (85.), Sallai (88.), Sánchez (90.+1'), Akgün (90.+2')                                                    | 51.372    |
| 26 | 2. März 2025       | Kasımpaşa Istanbul     | Recep Tayyip Erdoğan Stadı, Istanbul     | 3:3 (1:0) | 1:0 Osimhen (12. Foulelfmeter), 2:2 Lemina (69.), 3:2 Osimhen (71.),                                   | Lemina (65.), Cuesta (85.) | 05.726    |
| 27 | 9. März 2025       | Alanyaspor             | Kırbıyık Holding Stadyumu, Alanya        | 2:1 (0:1) | 1:1 Aliti (51. Eigentor), 2:1 Osimhen (62.)                                                            | Yılmaz (26.), Lemina (45.+1'), Elmalı (52.), Muslera (57.), Morata (74.), Sallai (86.), Kutucu (90.+3'), Güvenç (Rudelbildung) | 07.689    |
| 28 | 14. März 2025      | Antalyaspor            | Rams Park, Istanbul                      | 4:0 (3:0) | 1:0 Osimhen (30.), 2:0 Morata (45. Handelfmeter), 3:0 Osimhen (45.+3'), 4:0 Osimhen (52.)              | keine | 37.262    |
| 29 | 29. März 2025      | Beşiktaş Istanbul      | Beşiktaş Stadyumu, Istanbul              | 1:2 (1:1) | 1:1 Torreira (45.)                                                                                     | Frankowski (36. Notbremse), Yılmaz (69.), Sánchez (87.), Kutucu (90.+7')                                                       | 38.379    |
| 30 | Spielfrei          | Spielfrei              | Spielfrei                                | Spielfrei | Spielfrei                                                                                              | Spielfrei | Spielfrei |
| 31 | 11. April 2025     | Samsunspor             | Samsun 19 Mayıs Stadı                    | 2:0 (1:0) | 1:0 Akgün (14.), 2:0 Osimhen (46.)                                                                     | Elmalı (45.+2'), Sara (51.), Sallai (70.), Jakobs (85.)                                                                        | 29.111    |
| 32 | 18. April 2025     | Bodrum FK              | Rams Park, Istanbul                      | 2:0 (1:0) | 1:0 Torreira (29.), 2:0 Sánchez (81.)                                                                  | Yılmaz (31.) | 44.064    |
| 33 | 27. April 2025     | Eyüpspor               | Recep Tayyip Erdoğan Stadı, Istanbul     | 5:1 (1:0) | 1:0 Sallai (29.), 2:0 Torreira (56.), 3:0 Osimhen (71.), 4:1 Morata (87.), 5:1 Morata (89.)            | Frankowski (36.), Sallai (59.)                                                                                                 | 07.237    |
| 34 | 3. Mai 2025        | Sivasspor              | Rams Park, Istanbul                      | 4:1 (4:1) | 1:0 Torreira (9.), 2:0 Osimhen (15.), 3:0 Yılmaz (21.), 4:0 Osimhen (31.)                              | Mertens (76.) | 45.495    |
| 35 | 10. Mai 2025       | Trabzonspor            | Papara Park Stadyumu, Trabzon            | 2:0 (0:0) | 1:0 Bardakcı (66.), 2:0 Morata (84.)                                                                   | Muslera (44.), Morata (90.+5')                                                                                                 | 33.750    |
| 36 | 18. Mai 2025       | Kayserispor            | Rams Park, Istanbul                      | 3:0 (2:0) | 1:0 Osimhen (26.), 2:0 Yılmaz (29.), 3:0 Muslera (89., Foulelfmeter)                                   | Sallai (14.), Yılmaz (30.), Sara (42.), Muslera (90.)                                                                          | 49.318    |
| 37 | 24. Mai 2025       | Göztepe Izmir          | Gürsel Aksel Stadyumu, Izmir             | 2:0 (0:0) | 1:0 Ayhan (70.), 2:0 Morata (90.+1')                                                                   | keine | 17.696    |
| 38 | 30. Mai 2025       | Istanbul Başakşehir FK | Rams Park, Istanbul                      | 2:0 (1:0) | 1:0 Mertens (17., Handelfmeter), 2:0 Osimhen (81.)                                                     | Osimhen (45.+2'), Frankwoski (50.)                                                                                             | 39.738    |

### Türkiye Kupası
Die Tabelle listet alle Spiele des Vereins in der Türkiye Kupası der Saison 2024/25 auf. Siege sind grün, Unentschieden gelb und Niederlagen rot markiert.

| R  | Datum            | Gegner                 | Ort                                      | Ergebnis  | Tor(e) für Galatasaray Istanbul                                                               | Karte(n) für Galatasaray Istanbul                                                                                           |
| -- | ---------------- | ---------------------- | ---------------------------------------- | --------- | --------------------------------------------------------------------------------------------- | --- |
| GR | 8. Januar 2025   | Istanbul Başakşehir FK | Rams Park, Istanbul                      | 2:2 (0:1) | 1:1 Sánchez (51.), 2:2 Bardakcı (74.)                                                         | Torreira (40.), Sánchez (45.+2'), Batshuayi (53.)                                                                           |
| GR | 6. Februar 2025  | Boluspor               | Atatürk Stadı                            | 4:1 (2:1) | 1:1 Morata (21.), 2:1 Aydın (44.), 3:1 Demir (72.), 4:1 Kutucu (74.)                          | Akman (8.), Baltacı (90.+3')                                                                                                |
| GR | 27. Februar 2025 | Konyaspor              | Rams Park, Istanbul                      | 0:0       | keine                                                                                         | Akgün (29.), Demir (60.) |
| VF | 2. April 2025    | Fenerbahçe Istanbul    | Ülker Stadyumu, Istanbul                 | 2:1 (1:1) | 1:0 Osimhen (10.), 2:0 Osimhen (27. Handelfmeter)                                             | Sallai (80.), Elmalı (84.), Osimhen (85.), Frankowski (90.+14'), Yılmaz (90.+2' Tätlichkeit), Demirbay (90.+2' Tätlichkeit) |
| HF | 22. April 2025   | Konyaspor              | Medaş Konya Büyükşehir Belediye Stadyumu | 5:1 (2:0) | 1:0 Osimhen (26.), 2:0 Torreira (42.), 3:0 Sallai (47.), 4:1 Sallai (55.), 5:1 Demir (90.+1') | Sánchez (39.), Torreira (68.)                                                                                               |

#### Finale
| Paarung                   | Trabzonspor (I) – Galatasaray Istanbul (I) |
| Ergebnis                  | 0:3 (0:1) |
| Datum                     | 14. Mai 2025 um 20:45 Uhr (UTC+3) |
| Stadion                   | Gaziantep Stadyumu, Gaziantep |
| Schiedsrichter            | Cihan Aydın (Bursa) |
| Schiedsrichterassistenten | Mustafa Savranlar, Hakan Yemişken |
| Vierter Offizieller       | Ozan Ergün |
| VAR                       | Tomasz Kwiatkowski ( Polen) |
| Tore                      | 0:1 Barış Alper Yılmaz (5., Yunus Akgün) 0:2 Victor Osimhen (46. Yunus Akgün) 0:3 Victor Osimhen (46., Yunus Akgün) |
| Trabzonspor (I)           | Uğurcan Çakır – Mustafa Eskihellaç, Arseniy Batagov (45.+2' ), Stefan Savić, Pedro Malheiro – Okay Yokuşlu (60. ), Batista Mendy (80. ), Anthony Nwakaeme, Ozan Tufan (80. ), Oleksandr Subkow – Simon Banza (60. ) Ersatzbank: Muhammet Taha Tepe, Ali Şahin Yılmaz, Serdar Saatçı (80. ), Arif Boşluk, John Lundstram (45.+2' ), Muhammed Cham (80. ), Edin Višća (60. ), Cihan Çanak, Danylo Sikan, Denis Drăguș (60. ) Cheftrainer: Fatih Tekke   |
| Galatasaray Istanbul (I)  | Günay Güvenç – Eren Elmalı (78. ), Abdülkerim Bardakcı (72. ), Davinson Sánchez, Roland Sallai – Mario Lemina (72. ), Lucas Torreira, Barış Alper Yılmaz, Gabriel Sara (62. ), Yunus Akgün – Victor Osimhen (72. ) Ersatzbank: Fernando Muslera, Carlos Cuesta, Ismail Jakobs (78. ), Przemysław Frankowski, Kaan Ayhan (72. ), Berkan Kutlu, Kerem Demirbay (72. ), Ahmed Kutucu, Dries Mertens (72. ), Álvaro Morata (62. ) Cheftrainer: Okan Buruk |
| Gelbe Karten              | Stefan Savić (21.), John Lundstram (58.) – Gabriel Sara (27.), Dries Mertens (79.), Roland Sallai (90.+1') |
| Besonderheiten            | Spieler der Begegnung: Victor Osimhen |

### UEFA Champions League
Die Tabelle listet alle Spiele des Vereins in der UEFA Champions League der Saison 2024/25 auf. Siege sind grün, Unentschieden gelb und Niederlagen rot markiert.

| Runde | Datum           | Gegner         | Ort                                   | Ergebnis  | Tor(e) für Galatasaray Istanbul          | Karte(n) für Galatasaray Istanbul                                                     | Zuschauer |
| ----- | --------------- | -------------- | ------------------------------------- | --------- | ---------------------------------------- | ------------------------------------------------------------------------------------- | --------- |
| PL    | 21. August 2023 | BSC Young Boys | Stadion Wankdorf, Bern                | 2:3 (0:2) | 1:2 Batshuayi (66.), 2:2 Batshuayi (72.) | Bardakcı (22.), Torreira (45.+6'), Bardakcı (84.)                                     | 31.500    |
| PL    | 27. August 2023 | BSC Young Boys | Ali Sami Yen Spor Kompleksi, Istanbul | 0:1 (0:0) | keine                                    | Nelsson (38.), Icardi (75.), Ayhan (84.), Mertens (90.+6'), Muslera (87. Tätlichkeit) | 46.827    |

### UEFA Europa League
Die Tabelle listet alle Spiele des Vereins in der UEFA Europa League der Saison 2024/25 auf. Siege sind grün, Unentschieden gelb und Niederlagen rot markiert.

| R            | Datum              | Gegner            | Ort                                   | Ergebnis  | Tor(e) für Galatasaray Istanbul                                                    | Karte(n) für Galatasaray Istanbul                           | Zuschauer |
| ------------ | ------------------ | ----------------- | ------------------------------------- | --------- | ---------------------------------------------------------------------------------- | ----------------------------------------------------------- | --------- |
| 1            | 25. September 2024 | PAOK Thessaloniki | Ali Sami Yen Spor Kompleksi, Istanbul | 3:1 (0:0) | 1:0 Baba (48. Eigentor), 2:1 Akgün (75.), 3:1 Icardi (90.+5')                      | Ayhan (56.)                                                 | 50.700    |
| 2            | 3. Oktober 2024    | FK RFS            | Daugava-Stadion, Riga                 | 2:2 (2:1) | 1:0 Mertens (12.), 2:0 Akgün (38.)                                                 | Akgün (18.), Demirbay (85.)                                 | 08.502    |
| 3            | 23. Oktober 2024   | IF Elfsborg       | Ali Sami Yen Spor Kompleksi, Istanbul | 4:3 (3:0) | 1:0 Icardi (28.), 2:0 Pettersson (39. Eigentor), 3:0 Yılmaz (12.), 4:2 Akgün (83.) | keine                                                       | 36.938    |
| 4            | 7. November 2024   | Tottenham Hotspur | Ali Sami Yen Spor Kompleksi, Istanbul | 3:2 (3:1) | 1:0 Akgün (6.), 2:1 Osimhen (31.), 3:1 Osimhen (39.)                               | Mertens (16.), Sara (54.), Torreira (90.+6')                | 51.739    |
| 5            | 29. November 2024  | AZ Alkmaar        | AZ Stadion, Alkmaar                   | 1:1 (1:1) | 1:1 Osimhen (43.)                                                                  | Mertens (84.), Osimhen (88.), Sánchez (89.), Akgün (90.+4') | 16.229    |
| 6            | 12. Dezember 2024  | Malmö FF          | Malmö New Stadium, Malmö              | 2:2 (1:1) | 1:0 Jelert (43.), 2:1 Akgün (56.)                                                  | Torreira (52.), Baltacı (90.+4')                            | 19.489    |
| 7            | 21. Januar 2025    | Dynamo Kiew       | Ali Sami Yen Spor Kompleksi, Istanbul | 3:3 (2:1) | 1:0 Sánchez (6.), 2:0 Bardakcı (21.), 3:1 (53. Foulelfmeter)                       | Yılmaz (33.), Jakobs (40.), Sánchez (84.)                   | 45.273    |
| 8            | 30. Januar 2025    | Ajax Amsterdam    | Johan-Cruyff-Arena, Amsterdam         | 1:2 (0:1) | 1:2 Osimhen (90.+4')                                                               | Osimhen (38.), Torreira (53.), Sánchez (79.)                | 54.100    |
| PO-Hinspiel  | 13. Februar 2025   | AZ Alkmaar        | AZ Stadion, Alkmaar                   | 1:4 (1:2) | 1:1 Sallai (20.)                                                                   | Ayhan (11.), Bardakcı (43.), Morata (57.), Ayhan (51.)      | 14.092    |
| PO-Rückspiel | 20. Februar 2025   | AZ Alkmaar        | Ali Sami Yen Spor Kompleksi, Istanbul | 2:2 (0:1) | 1:2 Osimhen (56.), 2:2 Sallai (70.)                                                | Jelert (65.)                                                | 37.343    |

### Turkcell Süper Kupa 2024
Im türkischen Superpokalspiel 2024 wurden neue Rekorde aufgestellt. Der Stürmer Ciro Immobile erzielte in seinem ersten Beşiktaş-Pflichtspieleinsatz nach einem Abwehrfehler von Victor Nelsson zur 23. Spielsekunde das schnellste Tor des Wettbewerbs. Danach erzielte die Beşiktaş-Mannschaft bis zum Spielende weitere vier Tore zum 5:0-Sieg, womit Beşiktaş nach 1933 und 1940 in seiner Vereinsgeschichte zum dritten Mal ein 5:0-Rekord-Derbyspielsieg gegenüber Galatasaray gelang und damit stellten sie auch den höchsten Spielsieg des türkischen Supercup-Wettbewerbs auf. Woraus auch der Galatasaray-Trainer Okan Buruk seine höchste Spielniederlage seiner Galatasaray-Trainerkarriere erlitt.
| Galatasaray Istanbul                                                     | Galatasaray Istanbul | Beşiktaş Istanbul | Beşiktaş Istanbul |
| ------------------------------------------------------------------------ | --- | --- | ----------------- |
| Galatasaray Istanbul                                                     | \| 3. August 2024 um 20:45 Uhr (UTC+3) in Istanbul (Atatürk-Olympiastadion) \| \| Ergebnis: 0:5 (0:1) \| \| Zuschauer: 70.847 \| \| Schiedsrichter: Atilla Karaoğlan \| \| Spielbericht \| | \| 3. August 2024 um 20:45 Uhr (UTC+3) in Istanbul (Atatürk-Olympiastadion) \| \| Ergebnis: 0:5 (0:1) \| \| Zuschauer: 70.847 \| \| Schiedsrichter: Atilla Karaoğlan \| \| Spielbericht \| | Beşiktaş Istanbul |
| Galatasaray Istanbul                                                     | Fernando Muslera – Derrick Köhn, Abdülkerim Bardakcı, Victor Nelsson, Kaan Ayhan – Lucas Torreira (75. ), Berkan Kutlu (60. ), Kerem Aktürkoğlu (46. ), Dries Mertens (46. ), Hakim Ziyech (60. ) – Mauro Icardi Ersatzbank: Günay Güvenç, Davinson Sánchez, Metehan Baltacı, Léo Dubois, Kerem Demirbay (60. ), Wilfried Zaha (75. ), Yunus Akgün (60. ), Barış Alper Yılmaz (46. ), Yusuf Demir, Michy Batshuayi (46. ) Cheftrainer: Okan Buruk | Mert Günok – Arthur Masuaku, Omar Colley, Gabriel Paulista, Jonas Svensson – al-Musrati, Gedson Fernandes (90. ), Semih Kılıçsoy (68. ), Rafa Silva, Milot Rashica (86. ) – Ciro Immobile (85. ) Ersatzbank: Ersin Destanoğlu, Tayyip Talha Sanuç, Necip Uysal, Onur Bulut (86. ), Jean Onana (68. ), Salih Uçan (90. ), Ege Tıknaz, Ernest Muçi, Mustafa Hekimoğlu (85. ), Jackson Muleka Cheftrainer: Giovanni van Bronckhorst ( Niederlande) | Beşiktaş Istanbul |
| Galatasaray Istanbul                                                     | 0:1 Immobile (1., Svensson) 0:2 Svensson (53.) 0:3 Immobile (81., Foulelfmeter) 0:4 Rafa Silva (90.+1', Uçan) 0:5 Hekimoğlu (90.+2', Rafa Silva) | | Beşiktaş Istanbul |
| Galatasaray Istanbul                                                     | Kutlu (17.), Torreira (20.), Aktürkoğlu (42.), Yılmaz (73.) | Colley (11.), Kılıçsoy (20.), Immobile (47.), Fernandes (73.) | Beşiktaş Istanbul |
| Galatasaray Istanbul                                                     | Nelsson (87. Notbremse) | | Beşiktaş Istanbul |
| Galatasaray Istanbul                                                     | Spieler des Spiels: Ciro Immobile | | Beşiktaş Istanbul |
| 3. August 2024 um 20:45 Uhr (UTC+3) in Istanbul (Atatürk-Olympiastadion) | | |                   |
| Ergebnis: 0:5 (0:1)                                                      | | |                   |
| Zuschauer: 70.847                                                        | | |                   |
| Schiedsrichter: Atilla Karaoğlan                                         | | |                   |
| Spielbericht                                                             | | |                   |

### Freundschaftsspiele
Diese Tabelle führt die ausgetragenen Freundschaftsspiele auf.

| Datum             | Gegner             | Ort                                    | Ergebnis  | Tor(e) für Galatasaray Istanbul | Karte(n) für Galatasaray Istanbul |
| ----------------- | ------------------ | -------------------------------------- | --------- | --- | --------------------------------- |
| 11. Juli 2024     | LASK               | Raiffeisen Arena, Linz                 | 2:3 (0:1) | 1:1 Baltacı (56.), 2:2 Baltacı (71.) | keine                             |
| 15. Juli 2024     | Fortuna Düsseldorf | Raiffeisen Arena, Linz                 | 2:5 (1:2) | 1:2 Demirbay (35.) 2:2 Mertens (59.) | Baltacı (56.)                     |
| 18. Juli 2024     | FK AS Trenčín      | Raiffeisen Arena, Linz                 | 4:1 (2:0) | 1:0 Köhn (7.), 2:0 Ziyech (22.), 3:0 Mertens (48.), 4:0 Batshuayi (58.)                                                                                     | keine                             |
| 24. Juli 2024     | US Lecce           | Raiffeisen Arena, Linz                 | 2:1 (2:0) | 1:0 Ziyech (9.), 2:0 Zaha (40.) | keine                             |
| 27. Juli 2024     | Parma Calcio 1913  | Raiffeisen Arena, Linz                 | 0:2 (0:1) | keine | Baltacı (62.)                     |
| 8. September 2024 | Esenler Erokspor   | Florya Metin Oktay Tesisleri, Istanbul | 8:3 (4:2) | 1:1 Sara (12.), 2:2 Batshuayi (27.), 3:2 Demir (35.), 4:2 Torreira (40.), 5:2 Mertens (62.), 6:2 Dervişoğlu (64.), 7:3 Batshuayi (70.), 8:3 Batshuayi (73.) | keine                             |

## Statistiken

### Teamstatistik
| Wettbewerb            | Punkte | daheim | daheim | daheim | daheim | daheim | auswärts | auswärts | auswärts | auswärts | auswärts | Gesamt | Gesamt | Gesamt | Gesamt | Gesamt | Tordifferenz |
| Wettbewerb            | Punkte | Sp     | S      | U      | N      | TV     | Sp       | S        | U        | N        | TV       | Sp     | S      | U      | N      | TV     | Tordifferenz |
| --------------------- | ------ | ------ | ------ | ------ | ------ | ------ | -------- | -------- | -------- | -------- | -------- | ------ | ------ | ------ | ------ | ------ | ------------ |
| Süper Lig             | 95     | 18     | 15     | 3      | 0      | 45:15  | 18       | 15       | 2        | 1        | 40:15    | 36     | 30     | 5      | 1      | 91:31  | +60          |
| Türkiye Kupası        | –      | 2      | 0      | 2      | 0      | 2:2    | 4        | 4        | 0        | 0        | 14:3     | 6      | 4      | 2      | 0      | 16:5   | +11          |
| UEFA Champions League | –      | 1      | 0      | 0      | 1      | 0:1    | 1        | 0        | 0        | 1        | 2:3      | 2      | 0      | 0      | 2      | 2:4    | −2           |
| UEFA Europa League    | –      | 5      | 3      | 2      | 0      | 15:11  | 5        | 0        | 3        | 2        | 7:11     | 10     | 3      | 5      | 2      | 22:22  | ±0           |
| Gesamt                | 95     | 26     | 18     | 7      | 1      | 63:29  | 28       | 19       | 5        | 4        | 68:33    | 54     | 37     | 12     | 5      | 131:62 | +69          |

### Saisonverlauf
| Spieltag | 1 | 2 | 3 | 4 | 5 | 6 | 7 | 8 | 9 | 10 | 11 | 12 | 13 | 14 | 15 | 16 | 17 | 18 | 19 | 20 | 21 | 22 | 23 | 24 | 25 | 26 | 27 | 28 | 29 | 30 | 31 | 32 | 33 | 34 | 35 | 36 | 37 | 38 |
| -------- | - | - | - | - | - | - | - | - | - | -- | -- | -- | -- | -- | -- | -- | -- | -- | -- | -- | -- | -- | -- | -- | -- | -- | -- | -- | -- | -- | -- | -- | -- | -- | -- | -- | -- | -- |
| Spielort | H | A | H | A | H | A | H | H | A | H  |    | H  | A  | H  | A  | H  | A  | H  | A  | A  | H  | A  | H  | A  | H  | A  | A  | H  | A  |    | A  | H  | A  | H  | A  | H  | A  | H  |
| Resultat | S | S | S | S | S | S | U | S | S | S  |    | S  | S  | U  | S  | S  | S  | S  | S  | U  | S  | S  | S  | S  | U  | U  | S  | S  | N  |    | S  | S  | S  | S  | S  | S  | S  | S  |
| Platz    | 3 | 2 | 1 | 1 | 1 | 1 | 1 | 1 | 1 | 1  | 1  | 1  | 1  | 1  | 1  | 1  | 1  | 1  | 1  | 1  | 1  | 1  | 1  | 1  | 1  | 1  | 1  | 1  | 1  | 1  | 1  | 1  | 1  | 1  | 1  | 1  | 1  | 1  |

Quelle: https://www.transfermarkt.de/galatasaray-istanbul/spielplan/verein/141/saison_id/2024
Legende: Spielort: H = Heim; A = Auswärts. Resultat: S = Sieg; U = Unentschieden; N = Niederlage

### Tabelle
| Pl.             | Verein                   | Sp. | S  | U  | N  | Tore    | Diff. | Punkte |
| --------------- | ------------------------ | --- | -- | -- | -- | ------- | ----- | ------ |
| 1.              | Galatasaray Istanbul (M) | 36  | 30 | 5  | 1  | 091:310 | +60   | 95     |
| 2.              | Fenerbahçe Istanbul      | 36  | 26 | 6  | 4  | 090:390 | +51   | 84     |
| 3.              | Samsunspor               | 36  | 19 | 7  | 10 | 055:410 | +14   | 64     |
| 4.              | Beşiktaş Istanbul (P)    | 36  | 17 | 11 | 8  | 059:360 | +23   | 62     |
| Stand: Endstand |                          |     |    |    |    |         |       |        |

Platzierungskriterien: 1. Punkte – 2. Direkter Vergleich (Punkte, Tordifferenz, geschossene Tore) – 3. Tordifferenz – 4. geschossene Tore

| Zum Saisonende 2024/25: |
| Türkischer Meister und Teilnahme an der Ligaphase der UEFA Champions League 2025/26 Teilnehmer der 3. Qualifikationsrunde zur UEFA Champions League 2025/26 Teilnehmer der Play-offs zur UEFA Europa League 2025/26 Teilnehmer der 2. Qualifikationsrunde zur UEFA Europa League 2025/26 |

### Spielerstatistiken
| Spieler               | Süper Lig | Süper Lig | Süper Lig   | Süper Lig  | Türkiye Kupası / Süper Kupa | Türkiye Kupası / Süper Kupa | Türkiye Kupası / Süper Kupa | Türkiye Kupası / Süper Kupa | Champions League / Europa League | Champions League / Europa League | Champions League / Europa League | Champions League / Europa League | Total    | Total | Total       | Total      |
| Spieler               | Einsätze  | Tore      | Gelbe Karte | Rote Karte | Einsätze                    | Tore                        | Gelbe Karte                 | Rote Karte                  | Einsätze                         | Tore                             | Gelbe Karte                      | Rote Karte                       | Einsätze | Tore  | Gelbe Karte | Rote Karte |
| --------------------- | --------- | --------- | ----------- | ---------- | --------------------------- | --------------------------- | --------------------------- | --------------------------- | -------------------------------- | -------------------------------- | -------------------------------- | -------------------------------- | -------- | ----- | ----------- | ---------- |
| Yunus Akgün           | 30        | 7         | 4           | 0          | 6                           | 0                           | 1                           | 0                           | 8                                | 5                                | 2                                | 0                                | 44       | 12    | 7           | 0          |
| Efe Akman             | 4         | 0         | 0           | 0          | 2                           | 0                           | 1                           | 0                           | 3                                | 0                                | 0                                | 0                                | 9        | 0     | 1           | 0          |
| Kerem Aktürkoğlu      | 3         | 2         | 0           | 0          | 1                           | 0                           | 1                           | 0                           | 2                                | 0                                | 0                                | 0                                | 6        | 2     | 1           | 0          |
| Eyüp Aydın            | 2         | 0         | 0           | 0          | 2                           | 1                           | 0                           | 0                           | 0                                | 0                                | 0                                | 0                                | 4        | 1     | 0           | 0          |
| Kaan Ayhan            | 30        | 1         | 6           | 0          | 5                           | 0                           | 0                           | 0                           | 8                                | 0                                | 3                                | 1                                | 43       | 1     | 9           | 1          |
| Çağrı Hakan Balta     | 0         | 0         | 0           | 0          | 0                           | 0                           | 0                           | 0                           | 0                                | 0                                | 0                                | 0                                | 0        | 0     | 0           | 0          |
| Metehan Baltacı       | 10        | 0         | 0           | 1          | 4                           | 0                           | 1                           | 0                           | 4                                | 0                                | 1                                | 0                                | 18       | 0     | 2           | 1          |
| Abdülkerim Bardakcı   | 32        | 3         | 4           | 0          | 6                           | 1                           | 0                           | 0                           | 11                               | 1                                | 2                                | 1                                | 49       | 5     | 6           | 1          |
| Michy Batshuayi       | 18        | 5         | 1           | 0          | 2                           | 0                           | 1                           | 0                           | 10                               | 2                                | 0                                | 0                                | 30       | 7     | 2           | 0          |
| Carlos Cuesta         | 5         | 0         | 2           | 0          | 2                           | 0                           | 0                           | 0                           | 2                                | 0                                | 0                                | 0                                | 9        | 0     | 2           | 0          |
| Yusuf Demir           | 8         | 0         | 0           | 0          | 4                           | 2                           | 1                           | 0                           | 5                                | 0                                | 0                                | 0                                | 17       | 2     | 1           | 0          |
| Kerem Demirbay        | 20        | 0         | 2           | 0          | 4                           | 0                           | 0                           | 1                           | 10                               | 0                                | 1                                | 0                                | 34       | 0     | 3           | 1          |
| Léo Dubois            | 2         | 0         | 0           | 0          | 0                           | 0                           | 0                           | 0                           | 1                                | 0                                | 0                                | 0                                | 3        | 0     | 0           | 0          |
| Eren Elmalı           | 13        | 0         | 2           | 0          | 3                           | 0                           | 1                           | 0                           | 0                                | 0                                | 0                                | 0                                | 16       | 0     | 3           | 0          |
| Przemysław Frankowski | 12        | 0         | 2           | 1          | 3                           | 0                           | 1                           | 0                           | 0                                | 0                                | 0                                | 0                                | 15       | 0     | 3           | 1          |
| Gökdeniz Gürpüz       | 0         | 0         | 0           | 0          | 1                           | 0                           | 0                           | 0                           | 0                                | 0                                | 0                                | 0                                | 1        | 0     | 0           | 0          |
| Günay Güvenç          | 3         | 0         | 0           | 1          | 6                           | 0                           | 0                           | 0                           | 6                                | 0                                | 0                                | 0                                | 15       | 0     | 0           | 1          |
| İsa Halidi            | 0         | 0         | 0           | 0          | 0                           | 0                           | 0                           | 0                           | 0                                | 0                                | 0                                | 0                                | 0        | 0     | 0           | 0          |
| Mauro Icardi          | 7         | 4         | 0           | 0          | 1                           | 0                           | 0                           | 0                           | 6                                | 2                                | 1                                | 0                                | 14       | 6     | 1           | 0          |
| Ismail Jakobs         | 17        | 0         | 2           | 0          | 3                           | 0                           | 0                           | 0                           | 3                                | 0                                | 1                                | 0                                | 23       | 0     | 3           | 0          |
| Elias Jelert          | 21        | 0         | 1           | 0          | 3                           | 0                           | 0                           | 0                           | 11                               | 1                                | 1                                | 0                                | 35       | 1     | 2           | 0          |
| Furkan Koçak          | 0         | 0         | 0           | 0          | 0                           | 0                           | 0                           | 0                           | 0                                | 0                                | 0                                | 0                                | 0        | 0     | 0           | 0          |
| Derrick Köhn          | 1         | 0         | 0           | 0          | 1                           | 0                           | 0                           | 0                           | 2                                | 0                                | 0                                | 0                                | 4        | 0     | 0           | 0          |
| Berkan Kutlu          | 25        | 0         | 1           | 0          | 5                           | 0                           | 1                           | 0                           | 12                               | 0                                | 0                                | 0                                | 42       | 0     | 2           | 0          |
| Ahmed Kutucu          | 14        | 1         | 3           | 0          | 4                           | 1                           | 0                           | 0                           | 0                                | 0                                | 0                                | 0                                | 18       | 2     | 3           | 0          |
| Mario Lemina          | 12        | 1         | 2           | 0          | 4                           | 0                           | 0                           | 0                           | 0                                | 0                                | 0                                | 0                                | 16       | 1     | 2           | 0          |
| Berat Luş             | 1         | 0         | 0           | 0          | 1                           | 0                           | 0                           | 0                           | 2                                | 0                                | 0                                | 0                                | 4        | 0     | 0           | 0          |
| Dries Mertens         | 34        | 5         | 3           | 0          | 6                           | 0                           | 1                           | 0                           | 12                               | 1                                | 3                                | 0                                | 52       | 6     | 7           | 0          |
| Álvaro Morata         | 12        | 6         | 2           | 0          | 3                           | 1                           | 0                           | 0                           | 1                                | 0                                | 1                                | 0                                | 16       | 7     | 3           | 0          |
| Fernando Muslera      | 34        | 1         | 8           | 0          | 1                           | 0                           | 0                           | 0                           | 8                                | 0                                | 0                                | 1                                | 43       | 1     | 8           | 1          |
| Victor Nelsson        | 11        | 0         | 0           | 0          | 1                           | 0                           | 0                           | 0                           | 7                                | 0                                | 1                                | 0                                | 19       | 0     | 1           | 0          |
| Atakan Ordu           | 0         | 0         | 0           | 0          | 0                           | 0                           | 0                           | 0                           | 0                                | 0                                | 0                                | 0                                | 0        | 0     | 0           | 0          |
| Victor Osimhen        | 30        | 26        | 4           | 0          | 4                           | 5                           | 1                           | 0                           | 7                                | 6                                | 3                                | 0                                | 41       | 37    | 8           | 0          |
| Roland Sallai         | 27        | 2         | 10          | 0          | 4                           | 2                           | 2                           | 0                           | 2                                | 2                                | 0                                | 0                                | 33       | 6     | 12          | 0          |
| Davinson Sánchez      | 31        | 3         | 7           | 0          | 4                           | 1                           | 2                           | 0                           | 9                                | 1                                | 3                                | 0                                | 44       | 5     | 12          | 0          |
| Gabriel Sara          | 31        | 2         | 4           | 0          | 3                           | 0                           | 1                           | 0                           | 11                               | 0                                | 1                                | 0                                | 45       | 2     | 6           | 0          |
| Kadir Subaşı          | 0         | 0         | 0           | 0          | 1                           | 0                           | 0                           | 0                           | 0                                | 0                                | 0                                | 0                                | 1        | 0     | 0           | 0          |
| Lucas Torreira        | 32        | 4         | 4           | 0          | 5                           | 1                           | 3                           | 0                           | 11                               | 0                                | 4                                | 0                                | 48       | 5     | 11          | 0          |
| Hasan Turan           | 0         | 0         | 0           | 0          | 0                           | 0                           | 0                           | 0                           | 0                                | 0                                | 0                                | 0                                | 0        | 0     | 0           | 0          |
| Arda Ünyay            | 1         | 0         | 0           | 0          | 0                           | 0                           | 0                           | 0                           | 0                                | 0                                | 0                                | 0                                | 1        | 0     | 0           | 0          |
| Barış Alper Yılmaz    | 32        | 12        | 9           | 0          | 5                           | 1                           | 1                           | 1                           | 11                               | 1                                | 1                                | 0                                | 48       | 14    | 11          | 1          |
| Jankat Yılmaz         | 0         | 0         | 0           | 0          | 0                           | 0                           | 0                           | 0                           | 0                                | 0                                | 0                                | 0                                | 0        | 0     | 0           | 0          |
| Halim Ayaz Yükseloğlu | 0         | 0         | 0           | 0          | 0                           | 0                           | 0                           | 0                           | 0                                | 0                                | 0                                | 0                                | 0        | 0     | 0           | 0          |
| Wilfried Zaha         | 1         | 0         | 0           | 0          | 0                           | 0                           | 0                           | 0                           | 0                                | 0                                | 0                                | 0                                | 1        | 0     | 0           | 0          |
| Hakim Ziyech          | 5         | 0         | 1           | 0          | 1                           | 0                           | 0                           | 0                           | 5                                | 0                                | 0                                | 0                                | 11       | 0     | 1           | 0          |

Stand: 30. Mai 2025

### Zuschauerzahlen

#### Süper Lig
| Rams Park       | 53.978 | 768.643 | 42.702 | 079,11 % | 18 | 0 |
| Stand: Endstand |        |         |        |          |    |   |

#### Champions League / Europa League
| Ali Sami Yen Spor Kompleksi | 53.978 | 268.820 | 44.803 | 83 % | 6 | 0 |
| Stand: Endstand             |        |         |        |      |   |   |

## Sponsoren

### Süper Lig
| Brustsponsor | Rückensponsor   | Ärmelsponsoren                | Hosensponsoren      | Hüftsponsor | Ausstatter |
| ------------ | --------------- | ----------------------------- | ------------------- | ----------- | ---------- |
| sixt         | Pasifik Holding | Arkham Intelligence, Bilyoner | AHL Pay Pasha Group | Alpcans     | Puma       |

### Champions League / Europa League
| Brustsponsor | Ärmelsponsor     | Ausstatter |
| ------------ | ---------------- | ---------- |
| SOCAR        | Turkish Airlines | Puma       |